# Ca l'Andresito
Ca l'Andresito és una obra de Calafell (Baix Penedès) protegida com a bé cultural d'interès local.

## Descripció
Edifici de planta trapezoïdal i dues crugies amb tres façanes que donen a la via pública. Disposa de planta baixa i una única planta alta. Té la coberta de dos aiguavessos amb el carener paral·lel a la façana principal, encarada a l'oest. A la façana principal hi ha les restes d'un portal adovellat, de pedra tallada que va ser modificat amb la finalitat de reduir la seva llum. Per això es va omplir part del buit amb una fàbrica de maó massís. Al costat esquerre del portal hi ha una finestra petita, probablement oberta en època contemporània, emmarcada per uns falsos muntants i llinda, els quals són fets amb plaques de pedra. Damunt del portal hi ha una finestra, original amb una clavellinera de pedra motllurada. A la part superior de la façana hi ha un ràfec fet amb teules. A la façana lateral hi ha, a la planta baixa, dues finestres modernes amb la mateixa tipologia de la finestra de la façana principal. Al pis hi ha dues finestres més petites. Les façanes estan arrebossades i pintades de color blanc. Els murs estan afectats per humitats capil·lars. A les façanes hi ha cables d'instal·lacions.
El sistema constructiu és de tipus tradicional a base de murs de càrrega i sostres unidireccionals fets amb bigues de fusta. Entrebigat d'elements de ceràmica. Coberta de bigues de fusta i llates de fusta, rajoles i teules àrabs. La volta de l'escala és de rajola. Els murs són de maçoneria unida amb morter de calç. El portal i la clavellinera de la finestra del pis de la façana principal són de pedra tallada d'origen local.